# Най-добра алтернатива на договорено споразумение
Техниката най-добра алтернатива на договорено споразумение или НАДС (на английски: BATNA – best alternative to a negotiated agreement) е подход към преговори, разработен в университета Харвард от Роджър Фишер и Уилиям Ури и описан в книгата им „Пътят към да: Преговори за споразумение без да се предаваме“ (на английски: Getting to Yes: Negotiating Agreement Without Giving In). НАДС е най-изгодното алтернативно поведение, което една страна в преговори може да предприеме, ако тези преговори се провалят и не може да се постигне споразумение. Това може да включва различни ситуации, като спиране на преговорите, преход към друг партньор за преговори, обжалване на решението на съда, изпълнение на стачки и формиране на други форми на съюзи. Рационалният подход предразполага, че страната в преговорите не трябва да приема по-лоша резолюция от своята НАДС.
За да бъде развита силна НАДС, са необходими добри алтернативи. В книгата си, Фишер и Ури дават три предложения как да постигнат това:
1. Създаване на списък от действия, които да бъдат предприети, ако не бъде постигнато съгласие
2. Развиване на някои от по-обещаващите идеи и превръщането им в постижими частични алтернативи
3. Избор на най-добре звучащата алтернатива